# Mimusops obovata
Mimusops obovata là một loài thực vật có hoa trong họ Hồng xiêm. Loài này được Sond. mô tả khoa học đầu tiên năm 1850.